# Ammophila (chi thực vật)
Ammophila là một chi thực vật có hoa trong họ Hòa thảo (Poaceae).

## Loài
Chi Ammophila gồm các loài:
- Ammophila arenaria
- Ammophila baltica
- Ammophila breviligulata
- Ammophila champlainensis